# Verdun (Loir)
Der Verdun ist ein kleiner Fluss im südwestlichen Teil von Zentral-Frankreich, der in den Départements Maine-et-Loire und Sarthe der Region Pays de la Loire nordöstlich der Stadt Angers verläuft.

## Geografie

### Verlauf
Der Verdun entspringt im Gemeindegebiet von Baugé-en-Anjou, entwässert generell in nordwestlicher Richtung durch die Landschaft Baugeois und mündet nach rund 15 Kilometern an der Gemeindegrenze von Bazouges Cré sur Loir und Les Rairies, die gleichzeitig die Départementsgrenze bildet, als linker Nebenfluss in den Loir.

### Orte am Fluss
(Reihenfolge in Fließrichtung)
- Montpollin, Gemeinde Baugé-en-Anjou
- Saint-Quentin-lès-Beaurepaire, Gemeinde Baugé-en-Anjou
- Fougeré, Gemeinde Baugé-en-Anjou
- Le Gué Besnard, Gemeinde Bazouges Cré sur Loir
- Les Rairies